# ヌマガエル
ヌマガエル（沼蛙、学名: Fejervarya kawamurai）は、ヌマガエル科に分類されるカエルの一種。褐色の小型のカエルで、西日本の水田でよく見られる南方系のカエルである。

## 分布
日本、中国（中-北部）、台湾に分布する。
日本では本州中部以西・四国・九州、奄美諸島、沖縄諸島に自然分布するが、1990年代頃から関東地方や対馬、壱岐島、五島列島でも確認されるようになり、国内外来種となっている。

## 分類
ヌマガエルは南方系のカエルで、初期の分類ではインドからマレー半島、インドシナ半島、インドネシア、中国東部を経て日本まで広く分布するFejervarya limnocharisとして分類されていた。しかし、DNA-DNA分子交雑法によると、広い分布域の中でインド、マレーシア、インドネシア、タイとラオス、中国と台湾、先島諸島、日本というように、多くの系統に分化していることも明らかになっており、これらの種分化の研究が進んだ。そして、先島諸島のヌマガエルは体長4-7cmと、日本の他地域のヌマガエルに比べて明らかに大型で鳴き声も異なっており、サキシマヌマガエル（Fejervarya sakishimensis）として別種となった。さらに、日本・台湾・中国中北部のものはFejervarya kawamuraiとして独立種という扱いとなった。

## 特徴
体長は3-5cmほどで、メスの方がオスより大きい。背中側は灰褐色のまだら模様だが、背中の中央部に細い白線（背中線・はいちゅうせん）をもつ個体もいる。背中側には小さないぼ状突起が並ぶが、ツチガエルほどの凹凸はない。腹側は白い。地域によって体色や背中線の有無などにちがいがある。たとえば日本では、九州地方では白い背中線がある個体の割合が高く、ヌマガエルを方言で「センヒキガエル（線引き蛙）」と呼ぶ地方もあるほどだが、南西諸島や本州、四国では背中線を持つ個体の割合が少ない。
幼生（オタマジャクシ）は尾がまだら模様になっているのが特徴である。ニホンアマガエルの幼生にくらべると両目が寄っていて、背中側のひれが胴体の上ではなく、尾から始まる。また、ヌマガエルの幼生は高温に強く、水温が40℃を超えるような夏の水田でも生き残り、成長することができる。
ツチガエルとよく似ているが、ヌマガエルは腹が白いこと、背中のいぼ状突起は小さくて手触りがスベスベしていること、あまり臭いがないことなどで区別できる。また、鳴き声も異なる。

## 生態
水田や湿地、池、川などの水辺に多く生息するが、水辺から離れた畑や草原などでも見られる。また、海水が入り込む河口域でも見られることがある。アマガエル類やアオガエル類のような指の吸盤はなく、もっぱら地上生活をする。他のカエルと同様肉食性で、おもに小型の昆虫類を捕食する。いっぽう、敵はヤマカガシやヒバカリなどのヘビ、イタチ類、アナグマ類、タヌキ、サギなどである。
繁殖期は4-8月と幅広く、この時期は夜の水田などにオスの鳴き声が響きわたる。オスの鳴嚢は前方が分かれたハート型で、ニホンアマガエルほど大きくはない。鳴き声は大きいが、ニホンアマガエルより低い声で、テンポも遅い。
オスはメスを見つけると背中に抱きついて抱接し、つがいは産卵に適した場所を探す。卵は褐色で直径1.2mmほどで、カエル類としては小さい。1匹のメスが一度の繁殖期に産む卵は1200個ほどだが、何度にも分けて数十個ずつ産卵され、しかもバラバラになりやすいので見つけにくい。